# Those Old Scientists
"Those Old Scientists" é o sétimo episódio da segunda temporada da série de ficção científica estadunidense Star Trek: Strange New Worlds. É o décimo sétimo episódio geral da série e foi lançado na Paramount+ em 22 de julho de 2023. Strange New Worlds se passa no século XXIII e acompanha as aventuras da tripulação da nave estelar USS Enterprise. Neste episódio, um crossover com a série de animação Star Trek: Lower Decks, os alferes Brad Boimler e Beckett Mariner viajam no tempo para o passado e precisam da ajuda da tripulação da Enterprise para conseguirem voltar ao século XXIV.
A ideia de um crossover entre as duas séries surgiu do roteirista David Reed e do ator Jack Quaid. "Those Old Scientists" foi escrito por Kathryn Lyn e Bill Wolkoff e seu desenvolvimento teve uma grande participação de Mike McMahan, o criador de Lower Decks. Quaid e Tawny Newsome interpretaram seus personagens de Lower Decks em live-action, com elenco e equipe prestando uma atenção especial para traduzir suas interpretações animadas para um meio mais realista. O episódio foi dirigido por Jonathan Frakes e as filmagens ocorreram em meados de 2022 nos estúdios da CBS no Canadá.
"Those Old Scientists" e sua natureza como um crossover foram revelados em julho de 2022 durante a San Diego Comic-Con. Sua primeira exibição foi em uma sessão especial na San Diego Comic-Con de 2023, sendo disponibilizado na Paramount+ no mesmo dia. Foi estimado que teve bons números de audiência e foi muito bem recebido pela crítica especializada, que elogiou a junção de tons de Strange New Worlds e Lower Decks, a seriedade dos arcos abordados apesar do tom bem-humorado e as interpretações de Newsome e Quaid. O episódio também recebeu uma indicação a um Prêmio Hugo.

## Enredo
No século XXIV, uma equipe da nave estelar USS Cerritos chega na órbita do planeta Krulmuth-B para realizar pesquisas de rotina em um antigo portal descoberto no local. O alferes Brad Boimler afirma que o portal foi originalmente descoberto pela tripulação da USS Enterprise, comandada pelo capitão Christopher Pike, porém sua colega a alferes D'Vana Tendi insiste que na verdade ele foi descoberto por uma nave orion a bordo da qual estava uma ancestral sua. Boimler tira uma foto do portal e isto acaba inesperadamente ativando-o, com ele sendo sugado no tempo para o século XXIII, quando conhece a tripulação da Enterprise.
Os tripulantes tentam entender como Boimler foi enviado para o passado, enquanto isso ele tenta e falha em não divulgar conhecimentos sobre o futuro, ficando nervoso próximo de figuras históricas que ele considera como heróis. Uma nave orion chega em órbita e Boimler convence Pike a não atacá-la, mas os orions transportam o portal da superfície e fogem. Boimler ajuda a tripulação a rastreá-los, com os orions devolvendo o portal em troca de grãos que a Enterprise estava transportando. O portal é devolvido a Krulmuth-B, porém, antes de Boimler poder atravessá-lo, a alferes Beckett Mariner emerge do outro lado, acabando com a energia do dispositivo e deixando os dois presos no passado.
Boimler e Spock fracassam em sintetizar mais energia para o portal, o raro material horônio, enquanto Mariner conversa com sua ídolo Nyota Uhura. Boimler fica arrependido de ter trocado os grãos e tenta entrar em contato com os orions. Ele tenta roubar uma nave auxiliar, mas acaba sendo pego. Boimler e Mariner conversam com Pike e Boimler percebe que existe uma outra fonte de horônio a bordo, uma peça da predecessora Enterprise. Na superfície eles encontram os orions, que receberam a mensagem de Boimler. Pike explica a situação e Boimler menciona que os orions não são mais conhecidos como piratas desonrados no futuro. Pike sugere que eles enviem Boimler e Mariner de volta ao futuro e, em troca, sugere que a história pode se lembrar que cientistas orions descobriram o portal; o capitão orion concorda. Boimler e Mariner voltam para o futuro.

## Produção

### Desenvolvimento
David Reed, um dos roteiristas de Star Trek: Strange New Worlds, também trabalhou na série The Boys, que tinha em seu elenco o ator Jack Quaid, o dublador do personagem Brad Boimler em Star Trek: Lower Decks. Reed e Quaid discutiram a possibilidade de um crossover entre Strange New Worlds e Lower Decks, com Reed sugerindo uma ideia para os outros roteiristas de Strange New Worlds. Isto foi aprovado por Alex Kurtzman, o produtor executivo da franquia Star Trek, que sempre esteve aberto à ideia de um crossover contanto que houvesse uma justificativa de história. Episódios crossover entre séries de televisão de Star Trek ocorreram ocasionalmente na história da franquia, geralmente se limitando à aparições especiais de um personagem em outra série.
"Those Old Scientists" foi escrito por Kathryn Lyn, uma roteirista tanto de Strange New Worlds quanto Lower Decks, e Bill Wolkoff. O título do episódio é uma referência a uma piada da primeira temporada de Lower Decks de que oficiais da Frota Estelar do futuro se referem ao período em que Star Trek: The Original Series se passa como "TOS" ou "those old scientists" (em português: "aqueles velhos cientistas"). Mike McMahan, criador e produtor executivo de Lower Decks, se envolveu bastante no desenvolvimento do episódio. Ele anteriormente tinha feito contribuições não creditadas no episódio "Spock Amok" da primeira temporada. McMahan ouviu a ideia para "Those Old Scientists" e deu várias sugestões para fazê-lo "parecer mais Lower Decks". Ele também revisou várias vezes os diálogos e se envolveu na edição. O produtor executivo Akiva Goldsman inicialmente achou que o crossover seria algo simples com os personagens de Lower Decks apenas "pulando para cá", mas descobriu que integrar os tons diferentes das duas séries foi algo inesperadamente difícil.
O episódio tem os personagens Beckett Mariner e Brad Boimler de Lower Decks viajando no tempo do século XXIV para o século XXIII e encontrando a nave estelar USS Enterprise sob o comando do capitão Christopher Pike. O plano original de "Those Old Scientists" era focar principalmente em Boimler e dar apenas um papel pequeno para Mariner, mas isto foi retrabalhado a partir de opiniões de McMahan e dos produtores executivos. Na versão final, Boimler viaja no tempo primeiro e faz o contato inicial com a tripulação da Enterprise, explorando ao máximo os elementos de "peixe fora d'água", com Mariner aparecendo depois para trazer uma nova energia para as interações.
Os atores Quaid e Tawny Newsome interpretaram seus personagens Boimler e Mariner de Lower Decks em live-action pela primeira vez. Os dubladores Noël Wells, Eugene Cordero e Jerry O'Connell de Lower Decks também retornaram nos seus papéis de D'Vana Tendi, Sam Rutherford e Jack Ransom, mas apenas em animação. McMahan afirmou que eles desejavam que outros atores de Lower Decks aparecessem em live-action, mas questões de agenda impediram isso. O'Connell é casado na vida real com a atriz Rebecca Romijn, que interpreta Una Chin-Riley em Strange New Worlds, com esta situação sendo referenciada no episódio quando Ramson faz um comentário obsceno sobre Chin-Riley. O elenco convidado também conta com Greg Bryk como o capitão orion Harr Caras e Carol Kane como sua personagem recorrente Pelia.

### Direção de arte
Tanto Newsome quanto Quaid se envolveram e deram suas opiniões sobre como deveria ser a aparência de seus personagens em live-action. Newsome acreditava que Mariner deveria ter uma "cabeça cheia de cabelo cacheado" e trabalhou com a maquiadora Scotia Boyd no delineador da personagem. Boimler tem um cabelo roxo e Quaid considerou tingir seu cabelo, mas acabou desistindo por causa da sua agenda apertada de comprometimentos e porque não desejava revelar o crossover antes da hora ao ser reconhecido em público com um cabelo roxo. Várias perucas com diferentes tons de roxo foram testadas, incluindo uma que passou por vários testes em frente da câmera e que era "um roxo um pouco mais cartunesco". Quaid a comparou com um personagem de anime. A equipe acabou escolhendo usar uma que tinha um "roxo mais suave e mais realista".
Os uniformes de Lower Decks foram recriados em live action pela figurinista Bernadette Croft. O tecido usado foi o mesmo dos uniformes normais da Frota Estelar de Strange New Worlds, mas nenhuma microimpressão foi adicionada como nos outros uniformes com o objetivo de replicar a aparência mais simples vista em Lower Decks. O tecido foi misturado com neoprene para que os figurinos ficassem mais lisos. Um tom mais escuro de vermelho do que aquele visto em Lower Decks foi usado para que não contrastasse muito com os outros uniformes da Frota Estelar vistos no episódio. Detalhes que Croft replicou incluem calças escuras, o emblema da Frota Estelar na sola dos sapatos e o estilo mais casual de Mariner  com suas mangas arregaçadas. McMahan foi consultado sobre os figurinos e os aprovou. O diretor Jonathan Frakes também deu suas opiniões. Quaid afirmou que testar os figurinos pela primeira vez foi uma experiência "surreal", já Newsome disse que fez parecer que eles estavam "realmente na Frota Estelar".

### Filmagens

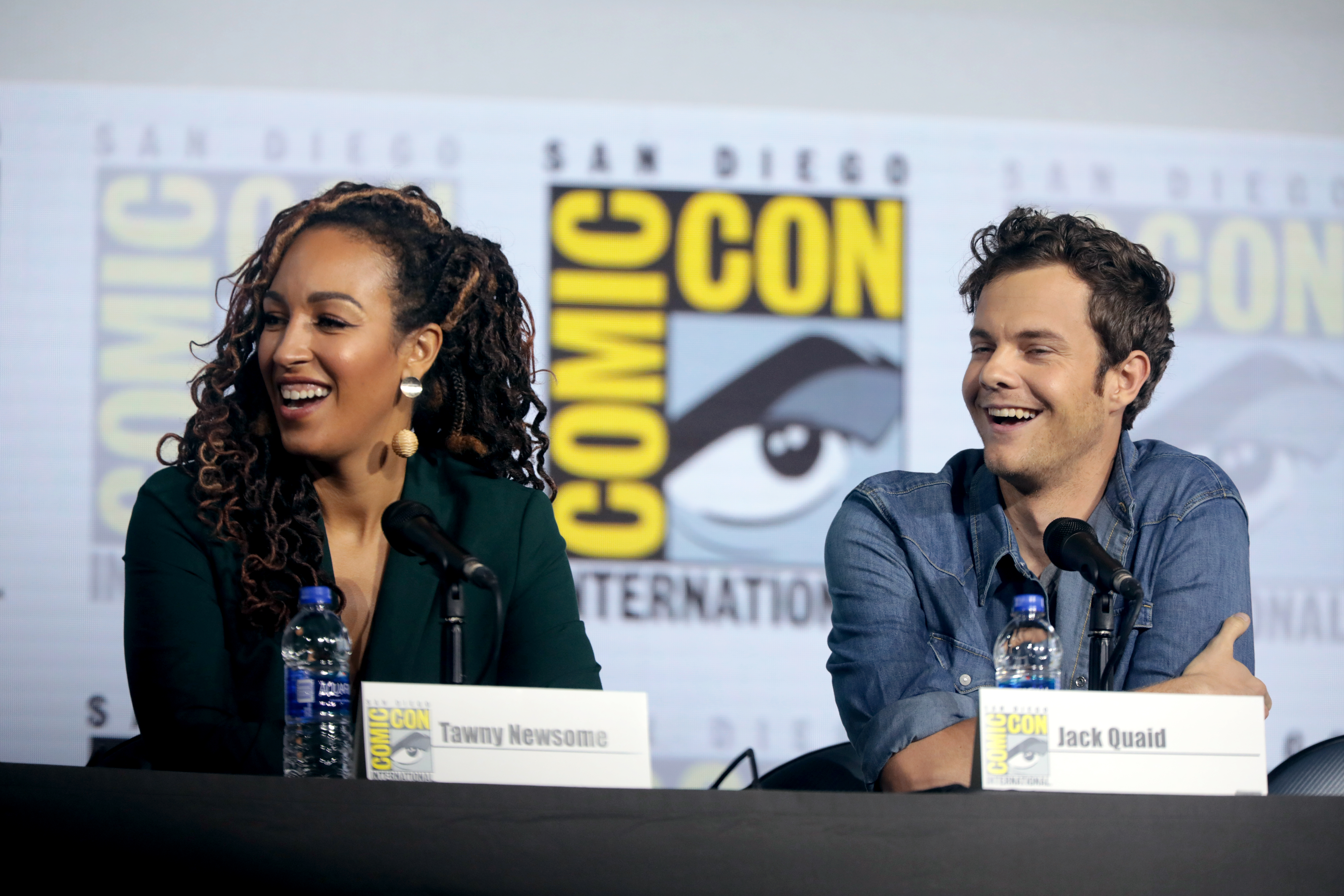
Tawny Newsome e Jack Quaid interpretaram seus personagens de Lower Decks em live-action pela primeira vez

"Those Old Scientists" foi dirigido por Jonathan Frakes, ator e diretor de longa data da franquia Star Trek. Ele foi impedido de dirigir um episódio da primeira temporada de Strange New Worlds porque a pandemia de COVID-19 impactou seu cronograma de direção em Star Trek: Picard. "Those Old Scientists" foi o 222º episódio de Star Trek com envolvimento de Frakes e ele acreditou que foi escolhido para a direção porque já tinha feito uma participação especial em Lower Decks e porque seu longo histórico com a franquia alinhava com a quantidade de referências inclusas na história. As filmagens da segunda temporada de Strange New Worlds ocorreram nos estúdios da CBS em Mississauga, no Canadá. Frakes viajou para Toronto em 4 de abril de 2022 para começar seu trabalho.
A produção precisou trabalhar ao redor de problemas de cronograma com os trabalhos de Quaid em The Boys e no filme Oppenheimer e de Newsome na série Space Force. As filmagens das duas primeiras temporadas de Strange New Worlds ocorreram quase sequencialmente e foram impactadas pela pandemia de COVID-19, criando o que o ator Ethan Peck, intérprete de Spock, descreveu como um cronograma "intenso e cansativo". Ele disse que a chegada de Quaid e Newsome trouxe uma "energia animada e divertida" que ele pessoalmente gostou muito. Newsome descreveu sua participação e a de Quaid como uma "bomba de caos", também admitindo que acidentalmente quebrou elementos dos cenários da Enteprise porque não conseguia resistir a tocar em tudo que via. Peck e Quaid tinham se conhecido anos antes e se aproximaram por conta de seus históricos compartilhados como atores oriundos de famílias famosas. Os dois se deram muito bem nas filmagens, fazendo com que ganhassem o apelido de "Spoimler". Newsome também ficou interessada em trabalhar com Celia Rose Gooding, a intérprete de Uhura, e interessada em ver a interação entre suas respectivas personagens. McMahan afirmou que os atores lhe disseram que filmar o episódio foi a experiência mais divertida que já tiveram.
Quaid estudou episódios de Lower Decks para conseguir recriar corretamente os movimentos e maneirismos do Boimler animado, incluindo seu estilo único de corrida. Newsome por sua vez decidiu agir como si mesma já que era deste modo que ela interpretava a versão animada de Mariner. Quaid ficou particularmente animado por ser dirigido por Frakes e afirmou que foi uma experiência metalinguística, pois Boimler era um fã de William Riker, o personagem de Frakes em Star Trek: The Next Generation, e até mesmo chegou a trabalhar temporariamente com ele em Lower Decks. Os produtores permitiram que Newsome e Quaid improvisassem nas filmagens, uma raridade em Star Trek, mas algo que estavam acostumados a fazer nas sessões de gravações de Lower Decks. Quaid descreveu sua abordagem para improvisação em "Those Old Scientists" como pedir perdão em vez de permissão. Newsome improvisou a fala sobre se surpreender por Spock ser "gostoso", algo que Frakes considerou um dos momentos mais engraçados do episódio. Ela também improvisou uma fala que explicava uma das piadas de Mariner, fala que Frakes sugeriu que fosse dada em vez disso para Spock. Newsome tomou cuidado para não parecer capacitista ao fazer uma mímica de cadeira de rodas usada por Pike em The Original Series durante a cena em que este discute seu futuro acidente. Kurtzman ficou impressionado com as capacidades de improvisação da atriz durante as filmagens e a contratou como roteirista para a série Star Trek: Starfleet Academy.

### Animação

A cena final de "Those Old Scientists" mostra os personagens principais de Strange New Worlds em animação

McMahan também se envolveu nas cenas em animação do episódio, que usaram o mesmo estilo de Lower Decks. O estúdio de animação Titmouse, o mesmo de Lower Decks, criou as sequências animadas de "Those Old Scientists" em um estilo que reflete o visual de uma "série de comédia de horário nobre" como The Simpsons. McMahan também dirigiu os dubladores.
Além das cenas animadas com os personagens de Lower Decks, o episódio termina com uma cena em que os personagens de Strange New Worlds aparecem animados e discutem como estão se sentindo "bidimensionais". O episódio também inclui uma versão animada da sequência de créditos principais de Strange New Worlds, incluindo várias referências a Lower Decks, como uma criatura espacial que é vista comendo a USS Cerritos durante a sequência de créditos da série animada. McMahan achou que foi uma pena que o crossover foi anunciado com antecedência, pois ele desejava que o público fosse surpreendido pelo episódio começando diretamente com as cenas animadas dos personagens de Lower Decks. O roteiro originalmente tinha a aparição animada de um sehlat, uma criatura vulcana semelhante a um urso que apareceu pela primeira vez em Star Trek: The Animated Series, mas isto foi cortado.

## Repercussão

### Transmissão
A existência de um episódio crossover entre Strange New Worlds e Lower Decks foi anunciada em 23 de julho de 2022 pelo ator Anson Mount, intérprete de Pike, durante um painel de Star Trek na San Diego Comic-Con. "Those Old Scientists" estava originalmente programado para ser lançado digitalmente pela Paramount+ em 27 de julho de 2023 nos Estados Unidos e em todos os outros países em que o serviço de streaming está disponível. Entretanto, o episódio foi exibido em 22 de julho durante um painel na San Diego Comic-Con e disponibilizado na Paramount+ mais tarde no mesmo dia. Isto fez com que a exibição dos episódios restantes da temporada fossem adiantadas em uma semana. "Those Old Scientists" foi lançado em mídia caseira em 5 de dezembro como parte lançamento em Blu-ray da segunda temporada de Strange New Worlds.
Segundo a empresa de rastreamento de dados de audiência Whip Media, Strange New Worlds foi a segunda série de televisão original de streaming mais assistida nos Estados Unidos na semana que terminou em 23 de julho, atrás apenas de Secret Invasion. Isto foi um aumento em relação ao quarto lugar da semana anterior. A Nielsen Media Research estimou que Strange New Worlds foi a décima série de televisão original de streaming mais assistida na mesma semana, com 324 milhões de minutos assistidos.

### Crítica
"Those Old Scientists" foi bastante antecipado antes de sua estreia. Ele foi muito bem recebido pela crítica especializada, sendo positivamente comparado com "Trials and Tribble-ations", um episódio de Star Trek: Deep Space Nine que faz um crossover com The Original Series. Frakes, Lyn e Wolkoff foram indicados ao Prêmio Hugo de Melhor Apresentação Dramática, Forma Curta pelo episódio. Foi considerado pela Mashable como o décimo sexto melhor episódio de televisão em 2023.
Keith R. A. DeCandido da Reactor escreveu que "Those Old Scientists" era um dos melhores crossovers da história da televisão, afirmando que funcionava tanto como episódio de Strange New Worlds e Lower Decks, além de um "ótimo episódio de Star Trek no geral". Scott Collura da IGN afirmou que era um "clássico instantâneo", equilibrando os tons das duas séries "sem quebrar nem uma nem outra". Ele atribuiu isso à direção de Frakes e à capacidade de Strange New Worlds ser maleável. Adam B. Vary da Variety também achou que "Those Old Scientists" combinava muito bem os tons das duas séries, comentando que Frakes "nunca deixa o episódio transformar-se em adoração de fãs ou espiralar em tolices". Keith Phipps da Vulture também achou que a junção das duas séries foi "bem fácil". Lacy Baugher da Den of Geek achou que era um dos melhores da temporada e "uma aventura da velha guarda baseada em viagem no tempo ridiculamente divertida e engraçada que não deveria funcionar, mas absolutamente funciona". Darren Mooney do The Escapist foi menos positivo, achando o episódio charmoso mas "negócios de sempre" para duas séries que são nostálgicas em relação à Star Trek. Ele achou que "Trials and Tribble-ations" tinha sido uma mudança muito maior para Deep Space Nine do que "Those Old Scientists" foi para Strange New Worlds ou mesmo Lower Decks.
James Whitbrook da Gizmodo enxergou um comentário metalinguístico sobre Strange New Worlds e seus personagens. Ele disse que fãs de Star Trek tinham expectativas de como Pike e sua tripulação seriam retratados em uma série a partir de suas histórias na franquia, mas Strange New Worlds os fez perceber que na realidade "as versões dos personagens que estamos vendo em cena neste momento não são aquelas imagens. Eles precisam chegar lá, eles precisam experimentar, duvidar, superar e crescer como pessoas", com Boimler e Mariner chegando a uma conclusão similar ao descobrirem que os tripulantes da Enterprise não se enquadram sem suas expectativas. Phipps discutiu como "Those Old Scientists" leva a sério vários arcos de história dos personagens de Strange New Worlds, mesmo com o tom bem-humorado. Ele destacou a cena "de partir o coração" de Christine Chapel quando descobre que seu relacionamento com Spock é temporário. DeCandido e Baugher destacaram o mesmo momento, elogiando a interpretação da atriz Jess Bush. Baugher também comentou que Bush é "geralmente ótima como Chapel, mas suas breves cenas esta semana são algumas de suas melhores até agora". Baugher também egostou do impacto de Boimler e Mariner na visão de Pike sobre seu futuro, lhe concedendo um "momento estranhamente esperançoso" ao celebrar seu aniversário.
DeCandido afirmou que sua parte favorita foi a versão animada da sequência de créditos principais. Baugher e Mooney também destacaram os créditos como lindamente animados. Alex Cranz da The Verge que a transição de Newsome e Quaid para live-action foi perfeita. Phipps achou que a transição para live-action de Boimler e Mariner foi facilitada pelo fato de Quaid e Newsome terem "mais do que uma semelhança passageira" com seus respectivos personagens. Mooney achou que a transição foi a melhor parte do episódio, afirmando que a "maquiagem e figurino de Quaid são maravilhosas, sem medo de parecerem potencialmente bobas em live action. A interpretação de Quaid é boa, generosa e aberta, particularmente em seus esforços para recriar a coreografia animada de Boimler". Baugher disse que Quaid não recebia os elogios que merecia por sua dublagem em Lower Decks e achou que ele estava "completamente charmoso" em live-action. Ela também disse que Newsome era "uma bola de demolição falante tanto aqui quanto em forma de desenho animado". DeCandido achou que a mudança para live-action fez a personalidade de Mariner menos irritante do que em animação.